# Gibel' Orla
Gibel' Orla (Гибель «Орла») è un film del 1940 diretto da Vasilij Nikolaevič Žuravlёv.